# FET (software)
FET je plánovací program s otevřeným zdrojovým kódem na automatické plánování školních rozvrhů základních a středních škol nebo univerzit. FET je napsán v C++ za použití knihovny Qt. Zpočátku znamenala zkratka FET "Free Evolutionary Timetabling" (svobodné vývojové plánování času). Protože program už nadále není jen vývojový, písmeno E uprostřed zkratky může zastupovat cokoli si jen uživatelé představí.
Na zakázku dělané verze FET jsou dostupné pro marocké, alžírské a americké střední školy.
V úvahu je při výpočtu brána spousta činitelů týkajících se výuky. Různé úrovně (žáci, učitelé, předměty, místnosti, činnosti, ...) jsou rozděleny do skupin a tyto skupiny do dílčích skupin.
Po vyplnění požadovaných údajů je FET proveden jejich rozbor a nabídnut podrobný rozvrh.

## Vlastnosti
- Rozhraní přeloženo do mnoha jazyků[4]
- Plně automatický algoritmus tvoření rozvrhů, umožňující u poloautomatické nebo ruční rozdělení předmětů atd.
- Provedení nezávislé na operačním systému
- Pružný modulární formát XML pro vstupní soubor
- Možnost zobrazení momentálně vytvářeného rozvrhu bez zastavení probíhající simulace (jako html na pevném disku)
- Načítání/ukládání z formátu CSV
- Výsledné rozvrhy jsou ukládány do formátů HTML, XML a CSV
- Velice pružné členění (žáci), uspořádání do skupin: roky, skupiny a dílčí skupiny. FET umožňuje překrývání roků a skupin a nepřekrývání dílčích skupin. Dokonce lze stanovit jednotlivé žáky (jako samostatné skupiny)
- Omezení pro algoritmus (všechna tato omezení je na požádání možné změnit - navýšit, jako zakázkovou verzi, protože by to vyžadovalo trochu více paměti)
- Každé omezení má procento váhy (významnost), od 0,0 % po 100,0 % (některá zvláštní omezení mohou mít pouze 100 % procento váhy)
  - Největší počet pracovních dnů za týden: 35
  - Největší celkový počet hodin za den: 60
  - Největší celkový počet učitelů: 6000
  - Největší celkový počet skupin žáků: 30000
  - V podstatě neomezený počet předmětů
  - V podstatě neomezený počet druhů činností
  - Největší počet činností: 30000
  - Největší počet místností: 6000
  - Největší počet budov: 6000
  - Upravitelná délka trvání každé činnosti (každá činnost může mít dobu trvání jedné hodiny, dvou hodin, tří hodin nebo více)
  - Možnost přidání více učitelů a žákovských skupin pro každou činnost. To znamená, že každá činnost může mít stanoven jakýkoli počet dílčích skupin žáků a jakýkoli počet učitelů (také je možné nemít pro nějakou činnost nastaveného žádného učitele nebo žádnou skupinu žáků)
  - V podstatě neomezený počet časových omezení
  - V podstatě neomezený počet prostorových omezení
- Rozsáhlá pružná paleta časových omezení
- Rozsáhlá pružná paleta prostorových omezení[5]